# خطمه (بلاد الروس)
خطمه هي إحدى قرى مديرية بلاد الروس التابعة لمحافظة صنعاء اليمنية، بلغ تعداد سكانها 691 نسمة حسب أحصائيات عام 2004.